# August Lindgren
August Ludvig Lindgren (* 1. August 1883 in Kopenhagen; † 1. Juni 1945 ebenda) war ein dänischer Fußballspieler.

## Karriere
Aus der Jugendmannschaft von B.93 Kopenhagen hervorgegangen, wurde Lindgren als Mittelstürmer von der ersten Mannschaft zur Saison 1906/07 verpflichtet, für die er bis zum Saisonende 1909/10 44 Tore in 33 Meisterschaftsspielen erzielte.
Vom 23. bis 25. April nahm er mit der Kopenhagener Stadtauswahl am Fußballturnier im Rahmen der Olympischen Zwischenspiele 1906 teil; eine Nationalmannschaft Dänemarks existierte zu diesem Zeitpunkt nicht – sie trug ihr erstes offizielles Länderspiel am 19. Oktober 1908 im Viertelfinale des olympischen Fußballturniers gegen die B-Nationalmannschaft Frankreichs in London aus.
Die im Inneren des Velodroms in Neo Faliro, einem Stadtteil von Piräus, südlich von Athen, ausgetragenen Spiele gegen eine Auswahlmannschaft aus Smyrna und gegen Ethnikos GS Athênai wurden mit 5:1 und 9:0 gewonnen und bescherten ihm und seiner Mannschaft die Goldmedaille.
Es war kein olympisches Jahr und somit waren die Spiele inoffiziell, aber die Griechen wollten den 10. Jahrestag der ersten Olympischen Spiele in der Neuzeit feiern.
Für die A-Nationalmannschaft kam er in vier Länderspielen zum Einsatz, in denen er drei Tore erzielte. Er debütierte am 19. Oktober 1908 beim 9:0-Sieg über die B-Nationalmannschaft Frankreichs im Viertelfinale des olympischen Fußballturniers in London. Er kam sowohl im Halbfinale, als auch im Finale zum Einsatz, das mit 0:2 gegen die Nationalmannschaft Großbritanniens verloren wurde. Beim 17:1-Halbfinalsieg über die A-Nationalmannschaft Frankreichs gelangen ihm seine ersten beiden Länderspieltore; es war das Spiel, in dem Sophus Nielsen als erstem Spieler zehn Tore in einem A-Länderspiel gelangen. Seinen letzten Einsatz als Nationalspieler bestritt er am 5. Mai 1910 in Frederiksberg auf der Spielstätte des Kjøbenhavns Boldklub beim 2:1-Sieg im Freundschaftsspiel gegen die Amateurnationalmannschaft Englands, in dem er mit der 1:0-Führung in der 10. Minute das einzige Tor, jedoch das erste auf dänischem Grund, erzielte. Damit kam er in den ersten vier Länderspielen in der Geschichte der Nationalmannschaft Dänemarks zum Einsatz.

## Erfolge
- Olympische Goldmedaille 1906
- Olympische Silbermedaille 1908

## Sonstiges
Im Jahr 1910 wurde Lindgren aus der Mannschaft des B.93 Kopenhagen ausgeschlossen, weil er, wie es hieß, „sich sowohl auf dem Fußballplatz als auch auf öffentlichen Straßen unanständig“ benommen hatte. Details dazu sind nicht bekannt. August wechselte daraufhin zum BK Olympia 1921.